# Tono (fumettista)
Tono, pseudonimo di Antonio de Lara Gavilán (Jaén, 22 settembre 1896 – Madrid, 4 gennaio 1978), è stato un umorista, disegnatore e sceneggiatore spagnolo appartenente alla Generazione del '27.

## Biografia
Come tutti gli altri umoristi della cosiddetta Generazione del '27 (José López Rubio, Enrique Jardiel Poncela e Miguel Mihura) è stato fortemente influenzato da Ramón Gómez de la Serna. Nel 1919 presenta la rivista teatrale Sueño del opio scritta da lui, da José de Zamora e da Tomás Pellicer, con un'impostazione decisamente avanguardista: "Un lavoro teatrale assurdo, con l'unico scopo di esporre 70 abiti assolutamente originali, contestualizzati in uno scenario arbitrario, e accompagnati da una musica deliziosamente frivola". Collabora con numerose riviste illustrate e fu caricaturista di El Liberal e fonda il settimanale umoristico Gutiérrez. Nella Parigi degli anni venti stringe amicizia con Luis Buñuel.
Tra le copertine da lui create si distinguono quella di Bazar (1928) di Samuel Ros e quella di El muerto, su adulterio y la ironía di Antoniorrobles (1929). Lavora per un breve periodo a Hollywood (1930-1931) come sceneggiatore, proseguendo in seguito la carriera di sceneggiatore e regista nel cinema e nella televisione spagnoli dal dopoguerra fino alla morte. Durante la Guerra civile spagnola, fonda, insieme a Miguel Mihura nella San Sebastián franchista, il settimanale umoristico La Ametralladora e successivamente, nella Madrid del dopoguerra, pubblica la rivista La Codorniz che riscuote un'immensa popolarità. Nel 1949 pubblica la sua Automentirobiografía, illustrata con monotonerias.

## Pubblicazioni (parziale)
- (ES) Tono, Memorias de mi, Biblioteca Nueva, 1966.
- (ES) Tono, Diario de un niño tonto, Ediciones Temas de Hoy, S.A., 2003.

## Filmografia

### Attore
- Entre la memoria y el sueño, regia di Antonio de Lara - cortometraggio (1969)
- El chiste, regia di Eduardo Manzanos (1976)

### Regista
- Un bigote para dos, co-regia con Miguel Mihura (1940)
- Canción de medianoche (1947)
- Habitación para tres (1952)
- El robot embustero - cortometraggio (1966)
- La amante estelar - cortometraggio (1968)
- Entre la memoria y el sueño - cortometraggio (1969)
- Después del tiempo (Experiencias) - cortometraggio (1969)

### Sceneggiatore

#### Cinema
- La fruta amarga, regia di Arthur Gregor e José López Rubio (1931)
- Un bigote para dos, regia di Antonio de Lara e Miguel Mihura (1940)
- Ni pobre, ni rico, sino todo lo contrario, regia di Ignacio F. Iquino (1944)
- Barrio, regia di Ladislao Vajda (1947)
- Canción de medianoche, regia di Antonio de Lara (1947)
- Nosotros los rateros, regia di Jaime Salvador (1949)
- Habitación para tres, regia di Antonio de Lara (1952)
- Tres eran tres, regia di Eduardo García Maroto (1954)
- Congreso en Sevilla, regia di Antonio Román (1955)
- La quiniela, regia di Ana Mariscal (1960)
- Patricia mía, regia di Enrique Carreras (1961)
- Una americana en Buenos Aires, regia di George Cahan (1961)
- El balcón de la Luna, regia di Luis Saslavsky (1962)
- Torrejón City, regia di León Klimovsky (1962)
- La fuente mágica, regia di Fernando Lamas (1963)
- La pandilla de los once, regia di Pedro Lazaga (1963)
- Cuatro bodas y pico, regia di Feliciano Catalán (1963)
- Un beso en el puerto, regia di Ramón Torrado (1966)
- El robot embustero, regia di Antonio de Lara - cortometraggio (1966)
- La amante estelar, regia di Antonio de Lara - cortometraggio (1968)
- Amor a todo gas, regia di Ramón Torrado (1969)
- Entre la memoria y el sueño, regia di Antonio de Lara - cortometraggio (1969)
- Después del tiempo (Experiencias), regia di Antonio de Lara - cortometraggio (1969)
- ¿Es usted mi padre?, regia di Antonio Giménez Rico (1971)
- Addio cicogna addio (Adiós, cigüeña, adiós), regia di Manuel Summers (1971)
- Colpo grosso... grossissimo... anzi probabile, regia di Tonino Ricci (1972)
- La mujer es un buen negocio, regia di Valerio Lazarov (1977)

#### Televisione
- La risa española - serie TV, 1 episodio (1969)
- La comedia del domingo - serie TV, 1 episodio (1972)
- Estudio 1 - serie TV, 1 episodio (1979)
- La comedia - serie TV, episodio 1x02 (1983)

## Riconoscimenti
- Medalla del Círculo de Escritores Cinematográficos
  - 1954 – Miglior sceneggiatura per Tres eran tres (condiviso con Eduardo García Maroto, Jaime García Herranz e Ángel Falquina)[2]